# العدو البعيد والعدو القريب (نظرية)
العدو البعيد والعدو القريب أو البدء بقتال العدو البعيد قبل العدو القريب هي نظرية أوجدها الظواهري لمساندة مشروع ابن لادن في محاربة الولايات المتحدة الأمريكية ودعم هذا المبدأ بقوله «إن أمريكا هي سبب مصائب المسلمين.أهـ» يؤمن أيمن الظواهري وأسامة بن لادن بقتال العدو البعيد أمريكا وبقتال العدو القريب الأنظمة العربية ليحشد بن لادن المسلمين معه ضدهم، فالقضية التي جعلها أسامة بن لادن من أولوياته هي إخراج المشركين من جزيرة العرب ومن أراضي المسلمين المحتلة وهي القضية التي تبناها منذ تأسيس تنظيم القاعدة وحتى تحويله إلى قاعدة الجهاد. نذكر على سبيل المثال الجماعة الإسلامية في مصر التي تخلت عن القتال المسلّح منذ عام 1997، كان هدفها دائمًا إسقاط نظام مبارك – العدو القريب – ولم تنضم أبدًا إلى القاعدة، لأنها امتنعت دائمًا عن تدويل القتال ضد العدو البعيد. فالعدو القريب - الذي عطل الجهاد من الأنظمة العربية - أولى بالجهاد من العدو البعيد.

## النشأة
نشأ تنظيم القاعدة عندما تمكن أسامة بن لادن من إقناع أيمن الظواهري بترك الجهاد ضد العدو القريب - النظام المصري في حالة تنظيم الجهاد بزعامة الظواهري - والانشغال بقتال أميركا التي تعتدي على العالم الإسلامي وتدعم الأنظمة الفاسدة وتحميها، وكان العنوان الجديد هو الجبهة العالمية لقتال اليهود والصليبيين، على هذا الأساس بدأت فكرة التنظيم الجديد، ومن أجله بدأت عمليات التنظيم الكبرى: من السفارتين الأميركيتين في نيروبي ودار السلام، إلى ساحل اليمن - عملية المدمرة الأميركية كول - وصولاً إلى الضربة الكبرى غزوة مانهاتن في الولايات المتحدة يوم 11 سبتمبر 2001.

## في الوقت الراهن
لكن الفكر الذي أنتج تنظيم القاعدة (السلفية الجهادية) لم يلبث أن عاد من جديد إلى أبجدياته السابقة، من حيث تركيز المواجهة مع العدو القريب تاركاً العدو البعيد دون اهتمام يذكر، ربما باستثناء مغامرات فردية هنا وهناك، واليوم يميل تيار السلفية الجهادية إلى ترك كامل لأي مواجهة مع العدو البعيد مركزاً الجهد على العدو القريب ممثلاً في الأنظمة، من اليمن إلى الصومال إلى مالي والمغرب العربي، وحتى سوريا وربما العراق أيضاً، لم تعد مواجهة العدو البعيد واردة على أجندة هذه المجموعات، باستثناء خطف أجنبي هنا أو هناك لهدف محدد هو مقايضته بمعتقلين كما وجه أيمن الظواهري أتباعه في إحدى رسائله الأخيرة.